# 塔洛瓦亚
塔洛瓦亚（羅馬化：Talovaya）是俄罗斯沃罗涅日州的市级镇、塔洛瓦亚区行政中心，位于顿河流域内苏哈亚奇格拉河（Сухая Чигла）畔，在州府沃罗涅日东南方。
该地2021年人口有10,932人；2010年人口12,219；2002年人口13,554；1989年人口13,990。